# Corpo ordenado não arquimediano
Em matemática, um corpo ordenado é não-arquimediano quando existem elementos infinitesimais. Um elemento ε é infinitesimal quando satisfaz:
-1 < ε < 1
-1/2 < ε < 1/2
-1/3 < ε < 1/3
etc.
Um exemplo de um corpo ordenado não-arquimediano pode ser construído a partir do corpo das funções racionais: basta definir o polinômio f(x) = x como sendo infinitamente grande, ou seja, 1 < x, 2 < x, 3 < x, etc; com isto temos que seu inverso, a função racional g(x) = 1/x é um infinitésimo, com 0 < 1/x < 1/2, 0 < 1/x < 1/3, 0 < 1/x < 1/4, etc.
Nenhum corpo ordenado ordem-completo  pode ser não-arquimediano,[carece de fontes?] este é um corolário de um teorema, que diz que todo corpo ordenado ordem-completo é arquimediano.
Por outro lado, um corpo ordenado não arquimediano pode ser Cauchy completo, ou seja, toda sequência de Cauchy converge. Como exemplo, temos o corpo de Levi-Civita. Este corpo R é definido como o corpo das séries formais de potências, em que os expoentes são números racionais, e os expoentes tem a propriedade do suporte finito à esquerda. Este corpo contém, como subconjuntos, o corpo dos números reais, o anel das séries formais de potências, o corpo das séries formais de Laurent, e o corpo das séries de Puiseux com potências ascendentes. R pode ser visto como um subconjunto das funções de {\displaystyle \mathbb {Q} \,} em {\displaystyle \mathbb {R} \,} Pode-se definir uma relação de ordem total em R, além desta relação, pode-se também definir quando um elemento x é infinitamente maior que y, representado por x >> y; por estas relações, o elemento d de R, que corresponde à função em que d[1] = 1 e d[q] = 0 para todos outros valores racionais q, satisfaz à propriedade que dq << 1 para todo q > 0 e dq >> 1 para todo q < 0. Todo elemento x de R pode ser escrito como a série de potências da forma {\displaystyle x=\sum _{j=1}^{\infty }x[q_{i}]d_{i}^{q}\,}, em que {\displaystyle q_{j}<q_{j+1}\,} para todo j, e esta série é convergente pela topologia induzida pela ordem. O corpo de Levi-Civita é um corpo ordenado não arquimediano, é Cauchy completo na topologia da ordem, e é um corpo real fechado. Ele é a menor  extensão dos reais que é um corpo ordenado não arquimediano, Cauchy completo e real fechado.